# Liste der denkmalgeschützten Objekte im Okres Bratislava I/T–V
Die Liste der denkmalgeschützten Objekte im Okres Bratislava I/T–V enthält die nach slowakischen Denkmalschutzvorschriften geschützten Objekte im Stadtbezirk Okres Bratislava I, der den Stadtteil Staré Mesto umfasst, in den Straßen beginnend mit den Buchstaben T bis V.

## Denkmäler
| Foto |                 | Denkmal / č. ÚZPF                                 | Standort / Konskr. Nr.                                                                        | Offizielle Beschreibung                                | Beschreibung                                                                    | Metadaten                                                                  |
| ---- | --------------- | ------------------------------------------------- | --------------------------------------------------------------------------------------------- | ------------------------------------------------------ | ------------------------------------------------------------------------------- | -------------------------------------------------------------------------- |
|      | Datei hochladen | Gedenktafel(sk) ObjektID: 101-307/0               | Tajovského ul. 8, KG: Staré Mesto Konskr.Nr.: 3335                                            | Tajovský J.G. 1874-1940,spisovateľ                     | Gedenktafel an den Schriftsteller Jozef Gregor Tajovský (1874–1940)             | č. NKP: 101-307/0 Stand des NKP: 2012-02-08 Name: TABUĽA PAMÄTNÁ           |
|      | Datei hochladen | Gedenkhaus(sk) ObjektID: 101-306/1                | Tajovského ul. 28, KG: Staré Mesto Konskr.Nr.: 3345                                           | Kráľ Fraňo; 1903-1955,spisovateľ                       | Gedenkhaus an den Schriftsteller Fraňo Kráľ (1903–1955)                         | č. NKP: 101-306/1 Stand des NKP: 2012-02-08 Name: DOM PAMÄTNÝ              |
|      | Datei hochladen | Gedenktafel(sk) ObjektID: 101-306/2               | Tajovského ul. 28 (Na fasáde) KG: Staré Mesto Konskr.Nr.: 3345                                | Kráľ Fraňo; 1903-1955,spisovateľ                       | Gedenktafel an Kráľ                                                             | č. NKP: 101-306/2 Stand des NKP: 2012-02-08 Name: TABUĽA PAMÄTNÁ           |
| ja   | Datei hochladen | Mietshaus(sk) ObjektID: 101-562/0                 | Tallerova ul. 3, Standort KG: Staré Mesto Konskr.Nr.: 7,100007                                | schodiskový,radový nájomný dom                         |                                                                                 | č. NKP: 101-562/0 Stand des NKP: 2012-02-08 Name: DOM BYTOVÝ               |
| ja   | Datei hochladen | Mietshaus(sk) ObjektID: 101-565/0                 | Tallerova ul. 4, Standort KG: Staré Mesto Konskr.Nr.: 2                                       | radový nájomný dom                                     |                                                                                 | č. NKP: 101-565/0 Stand des NKP: 2012-02-08 Name: DOM BYTOVÝ               |
|      | Datei hochladen | Mietshaus(sk) ObjektID: 101-563/0                 | Tallerova ul. 5, KG: Staré Mesto Konskr.Nr.: 8                                                | schodiskový,radový nájomný dom                         |                                                                                 | č. NKP: 101-563/0 Stand des NKP: 2012-02-08 Name: DOM BYTOVÝ               |
| ja   | Datei hochladen | Mietshaus(sk) ObjektID: 101-566/0                 | Tallerova ul. 6, Standort KG: Staré Mesto Konskr.Nr.: 3                                       | radový nájomný dom                                     |                                                                                 | č. NKP: 101-566/0 Stand des NKP: 2012-02-08 Name: DOM BYTOVÝ               |
| ja   | Datei hochladen | Mietshaus(sk) ObjektID: 101-564/0                 | Tallerova ul. 7, Standort KG: Staré Mesto Konskr.Nr.: 9                                       | schodiskový,radový nájomný dom                         |                                                                                 | č. NKP: 101-564/0 Stand des NKP: 2012-02-08 Name: DOM BYTOVÝ               |
| ja   | Datei hochladen | Mietshaus(sk) ObjektID: 101-567/0                 | Tallerova ul. 8, Standort KG: Staré Mesto Konskr.Nr.: 4                                       | radový nájomný dom                                     |                                                                                 | č. NKP: 101-567/0 Stand des NKP: 2012-02-08 Name: DOM BYTOVÝ               |
| ja   | Datei hochladen | Mietshaus(sk) ObjektID: 101-409/1                 | Timravina ul. 1, Standort KG: Staré Mesto Konskr.Nr.: 1133                                    | solitér;                                               |                                                                                 | č. NKP: 101-409/1 Stand des NKP: 2012-02-08 Name: DOM BYTOVÝ               |
|      | Datei hochladen | Garten(sk) ObjektID: 101-409/2                    | Timravina ul. 1, KG: Staré Mesto Konskr.Nr.: 1133                                             |                                                        |                                                                                 | č. NKP: 101-409/2 Stand des NKP: 2012-02-08 Name: ZÁHRADA                  |
| ja   | Datei hochladen | Wohnhaus(sk) ObjektID: 101-410/1                  | Timravina ul. 3, Standort KG: Staré Mesto Konskr.Nr.: 1135,101135                             | solitér;                                               |                                                                                 | č. NKP: 101-410/1 Stand des NKP: 2012-02-08 Name: DOM BYTOVÝ               |
|      | Datei hochladen | Garten(sk) ObjektID: 101-410/2                    | Timravina ul. 3, KG: Staré Mesto Konskr.Nr.: 1135,101135                                      |                                                        |                                                                                 | č. NKP: 101-410/2 Stand des NKP: 2012-02-08 Name: ZÁHRADA                  |
|      | Datei hochladen | Villa(sk) ObjektID: 101-413/1                     | Timravina ul. 6, KG: Staré Mesto Konskr.Nr.: 1137,1138                                        | solitér; materská škola                                |                                                                                 | č. NKP: 101-413/1 Stand des NKP: 2012-02-08 Name: VILA                     |
|      | Datei hochladen | Garten(sk) ObjektID: 101-413/2                    | Timravina ul. 6, KG: Staré Mesto Konskr.Nr.: 1137,1138                                        | vilová záhrada                                         | Villengarten                                                                    | č. NKP: 101-413/2 Stand des NKP: 2012-02-08 Name: ZÁHRADA                  |
| ja   | Datei hochladen | Villa(sk) ObjektID: 101-414/0                     | Timravina ul. 8, Standort KG: Staré Mesto Konskr.Nr.: 1139                                    |                                                        |                                                                                 | č. NKP: 101-414/0 Stand des NKP: 2012-02-08 Name: VILA                     |
| ja   | Datei hochladen | Villa(sk) ObjektID: 101-411/1                     | Timravina ul. 9, Standort KG: Staré Mesto Konskr.Nr.: 1140                                    | solitér;                                               |                                                                                 | č. NKP: 101-411/1 Stand des NKP: 2012-02-08 Name: VILA                     |
|      | Datei hochladen | Garten(sk) ObjektID: 101-411/2                    | Timravina ul. 9, KG: Staré Mesto Konskr.Nr.: 1140                                             |                                                        |                                                                                 | č. NKP: 101-411/2 Stand des NKP: 2012-02-08 Name: ZÁHRADA                  |
| ja   | Datei hochladen | Mietshaus(sk) ObjektID: 101-659/1                 | Tobrucká ul. 2 (Vajanského n.15-17,Medená) Standort KG: Staré Mesto Konskr.Nr.: 59,93         | Valachová Viola; Pam.dom V.Valachovej                  |                                                                                 | č. NKP: 101-659/1 Stand des NKP: 2012-02-08 Name: DOM BYTOVÝ PAMÄTNÝ       |
| ja   | Datei hochladen | Gedenktafel(sk) ObjektID: 101-659/2               | Tobrucká ul. 2, Standort KG: Staré Mesto Konskr.Nr.: 93                                       | Valachová Viola; PT V.Valachovej                       | Gedenktafel an die slowakische Widerstandskämpferin Viola Valachová (1928–1944) | č. NKP: 101-659/2 Stand des NKP: 2012-02-08 Name: TABUĽA PAMÄTNÁ           |
| ja   | Datei hochladen | Mietshaus(sk) ObjektID: 101-554/0                 | Tobrucká ul. 4, Standort KG: Staré Mesto Konskr.Nr.: 84,6953                                  | schodiskový+chodbový,radový nájomný dom,hotel Marrol's |                                                                                 | č. NKP: 101-554/0 Stand des NKP: 2012-02-08 Name: DOM BYTOVÝ               |
| ja   | Datei hochladen | Mietshaus(sk) ObjektID: 101-556/0                 | Tobrucká ul. 5 (Dobrovičova ul.2) Standort KG: Staré Mesto Konskr.Nr.: 82                     | schodiskový,nárožný nájomný dom                        |                                                                                 | č. NKP: 101-556/0 Stand des NKP: 2012-02-08 Name: DOM BYTOVÝ               |
| ja   | Datei hochladen | Mietshaus(sk) ObjektID: 101-555/0                 | Tobrucká ul. 6, Standort KG: Staré Mesto Konskr.Nr.: 85                                       | radový nájomný dom                                     |                                                                                 | č. NKP: 101-555/0 Stand des NKP: 2012-02-08 Name: DOM BYTOVÝ               |
| ja   | Datei hochladen | Mietshaus(sk) ObjektID: 101-557/0                 | Tobrucká ul. 7 (J časť PZ BA) Standort KG: Staré Mesto Konskr.Nr.: 120                        | schodiskový,radový nájomný dom                         |                                                                                 | č. NKP: 101-557/0 Stand des NKP: 2012-02-08 Name: DOM BYTOVÝ               |
| ja   | Datei hochladen | Verwaltungsgebäude(sk) ObjektID: 101-558/0        | Tobrucká ul. 10 (Šafárikovo nám.6) Standort KG: Staré Mesto Konskr.Nr.: 81                    | Komenského univerzita                                  |                                                                                 | č. NKP: 101-558/0 Stand des NKP: 2012-02-08 Name: BUDOVA ADMINISTRATÍVNA   |
| ja   | Datei hochladen | Mietshaus(sk) ObjektID: 101-470/0                 | Tolstého ul. 2 (Sládkovičova ul.) Standort KG: Staré Mesto Konskr.Nr.: 1853                   | schodiskový+chodbový,nárožný nájomný dom               |                                                                                 | č. NKP: 101-470/0 Stand des NKP: 2012-02-08 Name: DOM BYTOVÝ               |
| ja   | Datei hochladen | Mietshaus(sk) ObjektID: 101-471/0                 | Tolstého ul. 4, Standort KG: Staré Mesto Konskr.Nr.: 854,834                                  | schodiskový,radový nájomný dom                         |                                                                                 | č. NKP: 101-471/0 Stand des NKP: 2012-02-08 Name: DOM BYTOVÝ               |
| ja   | Datei hochladen | Mietshaus(sk) ObjektID: 101-466/0                 | Tolstého ul. 5 (Sládkovičova ul.) Standort KG: Staré Mesto Konskr.Nr.: 849                    | schodiskový,nárožný nájomný dom                        |                                                                                 | č. NKP: 101-466/0 Stand des NKP: 2012-02-08 Name: DOM BYTOVÝ               |
| ja   | Datei hochladen | Mietshaus(sk) ObjektID: 101-467/0                 | Tolstého ul. 7, Standort KG: Staré Mesto Konskr.Nr.: 850                                      | radový nájomný dom                                     |                                                                                 | č. NKP: 101-467/0 Stand des NKP: 2012-02-08 Name: DOM BYTOVÝ               |
| ja   | Datei hochladen | Mietshaus(sk) ObjektID: 101-468/0                 | Tolstého ul. 9 (Bela M.ul.) Standort KG: Staré Mesto Konskr.Nr.: 851                          | schodiskový+chodbový,nárožný nájomný dom               |                                                                                 | č. NKP: 101-468/0 Stand des NKP: 2012-02-08 Name: DOM BYTOVÝ               |
| ja   | Datei hochladen | Internat(sk) ObjektID: 101-469/0                  | Tolstého ul. 11, Standort KG: Staré Mesto Konskr.Nr.: 1852                                    | ev.a.v. Budova konzervatória                           |                                                                                 | č. NKP: 101-469/0 Stand des NKP: 2012-02-08 Name: INTERNÁT                 |
|      | Datei hochladen | Mietshaus(sk) ObjektID: 101-10479/0               | Továrenská ul. 9 (Karadžičova ul.) KG: Staré Mesto Konskr.Nr.: 104096                         | nárožný                                                |                                                                                 | č. NKP: 101-10479/0 Stand des NKP: 2012-02-08 Name: DOM BYTOVÝ             |
| ja   | Datei hochladen | geschützte Villa(sk) ObjektID: 101-11350/0        | Tvarožkova ul. 4, Standort KG: Staré Mesto Konskr.Nr.: 1381                                   | Tvarožek Tomáš; 1892-1945,finančník,odboj              | Gedenkvilla an Tomáš Tvarožek                                                   | č. NKP: 101-11350/0 Stand des NKP: 2012-02-08 Name: VILA PAMÄTNÁ           |
|      | Datei hochladen | Villa(sk) ObjektID: 101-11432/1                   | Urbánkova ul. 7 (pod Slavínom) KG: Staré Mesto Konskr.Nr.: 1049                               | solitér; Waltova vila                                  |                                                                                 | č. NKP: 101-11432/1 Stand des NKP: 2012-02-08 Name: VILA                   |
|      | Datei hochladen | MÚR OPORNÝ S OPLOTENÍM ObjektID: 101-11432/3      | Urbánkova ul. 7 (okolo záhrady) KG: Staré Mesto Konskr.Nr.: 1049                              | oporný múr s garážou a plotom                          |                                                                                 | č. NKP: 101-11432/3 Stand des NKP: 2012-02-08 Name: MÚR OPORNÝ S OPLOTENÍM |
| ja   | Datei hochladen | Kirche(sk) ObjektID: 101-224/2                    | Uršulínska ul. 1, Standort KG: Staré Mesto Konskr.Nr.: 433                                    | r.k.P.M.Loretánskej; uršulínsky                        |                                                                                 | č. NKP: 101-224/2 Stand des NKP: 2012-02-08 Name: KOSTOL                   |
| ja   | Datei hochladen | Ursulinenkloster(sk) ObjektID: 101-224/1          | Uršulínska ul. 3,5, Standort KG: Staré Mesto Konskr.Nr.: 434                                  | uršulínsky                                             |                                                                                 | č. NKP: 101-224/1 Stand des NKP: 2012-02-08 Name: KLÁŠTOR URŠULÍNIEK       |
| ja   | Datei hochladen | Bürgerhaus(sk) ObjektID: 101-222/0                | Uršulínska ul. 6, Standort KG: Staré Mesto Konskr.Nr.: 440                                    | prejazdový,radový                                      |                                                                                 | č. NKP: 101-222/0 Stand des NKP: 2012-02-08 Name: DOM MEŠTIANSKY           |
| ja   | Datei hochladen | Bürgerhaus(sk) ObjektID: 101-221/0                | Uršulínska ul. 9, Standort KG: Staré Mesto Konskr.Nr.: 436                                    | prejazdový,radový                                      |                                                                                 | č. NKP: 101-221/0 Stand des NKP: 2012-02-08 Name: DOM MEŠTIANSKY           |
| ja   | Datei hochladen | Bürgerhaus(sk) ObjektID: 101-223/0                | Uršulínska ul. 11, Standort KG: Staré Mesto Konskr.Nr.: 437                                   | priechodový,radový                                     |                                                                                 | č. NKP: 101-223/0 Stand des NKP: 2012-02-08 Name: DOM MEŠTIANSKY           |
| ja   | Datei hochladen | Statue auf Säule(sk) ObjektID: 101-10496/0        | Ursprünglich, Vajanského nábr., heute M.R.Štefánik Platz Standort KG: Staré Mesto Konskr.Nr.: | čsl.štátnosť; lev - Štefánik                           |                                                                                 | č. NKP: 101-10496/0 Stand des NKP: 2012-02-08 Name: SOCHA NA STĹPE         |
| ja   | Datei hochladen | Museum(sk) ObjektID: 101-573/0                    | Vajanského nábr. 2, Standort KG: Staré Mesto Konskr.Nr.: 61                                   | solitér; Slov.národné múzeum                           |                                                                                 | č. NKP: 101-573/0 Stand des NKP: 2012-02-08 Name: MÚZEUM                   |
|      | Datei hochladen | Mietshaus(sk) ObjektID: 101-568/0                 | Vajanského nábr. 3, KG: Staré Mesto Konskr.Nr.: 65                                            | radový Jurenákov dom                                   |                                                                                 | č. NKP: 101-568/0 Stand des NKP: 2012-02-08 Name: DOM BYTOVÝ               |
|      | Datei hochladen | Mehrfunktionshaus(sk) ObjektID: 101-11237/0       | Vajanského nábr. 9 (Kúpeľná ul.) KG: Staré Mesto Konskr.Nr.: 63                               | schodiskový,nárožný palác Kotva                        |                                                                                 | č. NKP: 101-11237/0 Stand des NKP: 2012-02-08 Name: DOM POLYFUNKČNÝ        |
|      | Datei hochladen | Verwaltungsgebäude(sk) ObjektID: 101-569/0        | Vajanského nábr. 10, KG: Staré Mesto Konskr.Nr.: 56                                           |                                                        |                                                                                 | č. NKP: 101-569/0 Stand des NKP: 2012-02-08 Name: BUDOVA ADMINISTRATÍVNA   |
| ja   | Datei hochladen | Denkmal mit Figurengruppe(sk) ObjektID: 101-226/0 | Vajanského nábr. (v parku pred budovou SNM) Standort KG: Staré Mesto Konskr.Nr.:              | bulharskí partizáni; Pomník bulharských partizánov     |                                                                                 | č. NKP: 101-226/0 Stand des NKP: 2012-02-08 Name: POMNÍK SO SÚSOŠÍM        |
|      | Datei hochladen | Denkmal(sk) ObjektID: 101-663/0                   | Vajanského nábr. (V parku pri Dunaji) KG: Staré Mesto Konskr.Nr.:                             | dunajská flotila;                                      |                                                                                 | č. NKP: 101-663/0 Stand des NKP: 2012-02-08 Name: POMNÍK                   |
|      | Datei hochladen | Mietshaus(sk) ObjektID: 101-380/0                 | Vansovej T. ul. 1, KG: Staré Mesto Konskr.Nr.: 101343                                         | solitér;                                               |                                                                                 | č. NKP: 101-380/0 Stand des NKP: 2012-02-08 Name: DOM BYTOVÝ               |
|      | Datei hochladen | Gedenktafel(sk) ObjektID: 101-308/0               | Vazovova ul. 5 (Depozit) KG: Staré Mesto Konskr.Nr.:                                          | sov.armáda,poľná nemocnica;                            |                                                                                 | č. NKP: 101-308/0 Stand des NKP: 2012-02-08 Name: TABUĽA PAMÄTNÁ           |
| ja   | Datei hochladen | Stadtpalais(sk) ObjektID: 101-47/0                | Ventúrska ul. 1 (Panská ul.) Standort KG: Staré Mesto Konskr.Nr.: 269                         | prejazdový,nárožný Erdödyho palác                      |                                                                                 | č. NKP: 101-47/0 Stand des NKP: 2012-02-08 Name: PALÁC MESTSKÝ             |
| ja   | Datei hochladen | Bürgerhaus(sk) ObjektID: 101-48/0                 | Ventúrska ul. 2 (Panská ul.) Standort KG: Staré Mesto Konskr.Nr.: 270                         | sieňový,nárožný pôv.Stiborov dom                       |                                                                                 | č. NKP: 101-48/0 Stand des NKP: 2012-02-08 Name: DOM MEŠTIANSKY            |
| ja   | Datei hochladen | Akademie(sk) ObjektID: 101-49/1                   | Ventúrska ul. 3 (Pôv.: Jiráskova č.7) Standort KG: Staré Mesto Konskr.Nr.: 100282,268,100058+ | Academia Istropolit.                                   |                                                                                 | č. NKP: 101-49/1 Stand des NKP: 2012-02-08 Name: AKADÉMIA                  |
| ja   | Datei hochladen | Bürgerhaus(sk) ObjektID: 101-49/2                 | Ventúrska ul. 3 (Pôv.: Jiráskova č.5) Standort KG: Staré Mesto Konskr.Nr.: 53                 | radový Académia Istropolitána                          |                                                                                 | č. NKP: 101-49/2 Stand des NKP: 2012-02-08 Name: DOM MEŠTIANSKY            |
| ja   | Datei hochladen | Bürgerhaus(sk) ObjektID: 101-52/1                 | Ventúrska ul. 5, Standort KG: Staré Mesto Konskr.Nr.: 1267                                    | prejazdový,radový Patzkova tlačiareň                   |                                                                                 | č. NKP: 101-52/1 Stand des NKP: 2012-02-08 Name: DOM MEŠTIANSKY PAMÄTNÝ    |
| ja   | Datei hochladen | Gedenktafel(sk) ObjektID: 101-52/2                | Ventúrska ul. 5 (v podchode) Standort KG: Staré Mesto Konskr.Nr.: 1267                        | Patzko F.A. 18.st.,tlačiar                             |                                                                                 | č. NKP: 101-52/2 Stand des NKP: 2012-02-08 Name: TABUĽA PAMÄTNÁ            |
| ja   | Datei hochladen | Bürgerhaus(sk) ObjektID: 101-51/0                 | Ventúrska ul. 6, Standort KG: Staré Mesto Konskr.Nr.: 272                                     | prejazdový,radový                                      |                                                                                 | č. NKP: 101-51/0 Stand des NKP: 2012-02-08 Name: DOM MEŠTIANSKY            |
| ja   | Datei hochladen | Stadtpalais(sk) ObjektID: 101-53/0                | Ventúrska ul. 7 (záp.strana ulice) Standort KG: Staré Mesto Konskr.Nr.: 1266                  | prejazdový,radový Illésházyho palác                    |                                                                                 | č. NKP: 101-53/0 Stand des NKP: 2012-02-08 Name: PALÁC MESTSKÝ             |
| ja   | Datei hochladen | Stadtpalais(sk) Palais Zichy ObjektID: 101-55/0   | Ventúrska ul. 9 (Prepoštská ul.) Standort KG: Staré Mesto Konskr.Nr.: 265                     | prejazdový,nárožný Zichyho palác                       |                                                                                 | č. NKP: 101-55/0 Stand des NKP: 2012-02-08 Name: PALÁC MESTSKÝ             |
| ja   | Datei hochladen | Stadtpalais(sk) Palais Pálffy ObjektID: 101-45/1  | Ventúrska ul. 10 (Zelená ul.) Standort KG: Staré Mesto Konskr.Nr.: 101274                     | prejazdový,nárožný Pálffyho palác                      |                                                                                 | č. NKP: 101-45/1 Stand des NKP: 2012-02-08 Name: PALÁC MESTSKÝ             |
| ja   | Datei hochladen | Gedenktafel(sk) ObjektID: 101-45/2                | Ventúrska ul. 10 (hlavná fasáda) Standort KG: Staré Mesto Konskr.Nr.: 101274                  | Mozart W.A. 1756-1791,skladateľ                        |                                                                                 | č. NKP: 101-45/2 Stand des NKP: 2012-02-08 Name: TABUĽA PAMÄTNÁ            |
| ja   | Datei hochladen | Stadtpalais(sk) ObjektID: 101-46/1                | Ventúrska ul. 11 (Prepoštská ul.) Standort KG: Staré Mesto Konskr.Nr.: 263                    | pavlačový,nárožný Palác Leopolda de Pauliho            |                                                                                 | č. NKP: 101-46/1 Stand des NKP: 2012-02-08 Name: PALÁC MESTSKÝ             |
| ja   | Datei hochladen | Gedenktafel(sk) ObjektID: 101-46/2                | Ventúrska ul. 11 (hlavná fasáda) Standort KG: Staré Mesto Konskr.Nr.: 263                     | Liszt Ferenc; 1811-1886,skladateľ                      | Gedenktafel an den Komponisten Franz Liszt                                      | č. NKP: 101-46/2 Stand des NKP: 2012-02-08 Name: TABUĽA PAMÄTNÁ            |
| ja   | Datei hochladen | Bürgerhaus(sk) ObjektID: 101-58/0                 | Ventúrska ul. 14, Standort KG: Staré Mesto Konskr.Nr.: 276                                    | prejazdový,radový                                      |                                                                                 | č. NKP: 101-58/0 Stand des NKP: 2012-02-08 Name: DOM MEŠTIANSKY            |
| ja   | Datei hochladen | Stadtpalais(sk) ObjektID: 101-59/0                | Ventúrska ul. 18 (vých.strana ul.) Standort KG: Staré Mesto Konskr.Nr.: 278                   | prejazdový,radový Péterffiho palác                     |                                                                                 | č. NKP: 101-59/0 Stand des NKP: 2012-02-08 Name: PALÁC MESTSKÝ             |
| ja   | Datei hochladen | Bürgerhaus(sk) ObjektID: 101-60/0                 | Ventúrska ul. 20, Standort KG: Staré Mesto Konskr.Nr.: 279                                    | prejazdový,radový antikvariát Steiner                  |                                                                                 | č. NKP: 101-60/0 Stand des NKP: 2012-02-08 Name: DOM MEŠTIANSKY            |
| ja   | Datei hochladen | Bürgerhaus(sk) ObjektID: 101-61/0                 | Ventúrska ul. 22 (Sedlárska ul.č.2) Standort KG: Staré Mesto Konskr.Nr.: 280                  | prejazdový,nárožný Lekáreň U zlatého gryfa             |                                                                                 | č. NKP: 101-61/0 Stand des NKP: 2012-02-08 Name: DOM MEŠTIANSKY            |
| ja   | Datei hochladen | Mietshaus(sk) ObjektID: 101-420/0                 | Vlčkova ul. 2, Standort KG: Staré Mesto Konskr.Nr.:                                           | solitér;                                               |                                                                                 | č. NKP: 101-420/0 Stand des NKP: 2012-02-08 Name: DOM BYTOVÝ               |
| ja   | Datei hochladen | Villa(sk) ObjektID: 101-421/0                     | Vlčkova ul. 4, Standort KG: Staré Mesto Konskr.Nr.:                                           |                                                        |                                                                                 | č. NKP: 101-421/0 Stand des NKP: 2012-02-08 Name: VILA                     |
|      | Datei hochladen | Villa(sk) ObjektID: 101-415/0                     | Vlčkova ul. 9, KG: Staré Mesto Konskr.Nr.: 1015                                               |                                                        |                                                                                 | č. NKP: 101-415/0 Stand des NKP: 2012-02-08 Name: VILA                     |
|      | Datei hochladen | Villa(sk) ObjektID: 101-416/1                     | Vlčkova ul. 11, KG: Staré Mesto Konskr.Nr.: 1016                                              | solitér;                                               |                                                                                 | č. NKP: 101-416/1 Stand des NKP: 2012-02-08 Name: VILA                     |
|      | Datei hochladen | Garten(sk) ObjektID: 101-416/2                    | Vlčkova ul. 11, KG: Staré Mesto Konskr.Nr.:                                                   |                                                        |                                                                                 | č. NKP: 101-416/2 Stand des NKP: 2012-02-08 Name: ZÁHRADA                  |
|      | Datei hochladen | Villa(sk) ObjektID: 101-417/1                     | Vlčkova ul. 15, KG: Staré Mesto Konskr.Nr.:                                                   | solitér;                                               |                                                                                 | č. NKP: 101-417/1 Stand des NKP: 2012-02-08 Name: VILA                     |
|      | Datei hochladen | Garten(sk) ObjektID: 101-417/2                    | Vlčkova ul. 15, KG: Staré Mesto Konskr.Nr.:                                                   |                                                        |                                                                                 | č. NKP: 101-417/2 Stand des NKP: 2012-02-08 Name: ZÁHRADA                  |
|      | Datei hochladen | Mietshaus(sk) ObjektID: 101-418/0                 | Vlčkova ul. 19, KG: Staré Mesto Konskr.Nr.:                                                   | solitér;                                               |                                                                                 | č. NKP: 101-418/0 Stand des NKP: 2012-02-08 Name: DOM BYTOVÝ               |
|      | Datei hochladen | Villa(sk) ObjektID: 101-419/0                     | Vlčkova ul. 23, KG: Staré Mesto Konskr.Nr.:                                                   |                                                        |                                                                                 | č. NKP: 101-419/0 Stand des NKP: 2012-02-08 Name: VILA                     |

## Legende
Die Tabelle enthält im Einzelnen folgende Informationen:
| Foto:                    | Fotografie des Denkmals. |
| Denkmal / č. ÚZPF:       | Die Übersetzung der Bezeichnung des Denkmals, wie sie vom Slowakischen Denkmalamt (Pamiatkový úrad Slovenskej republiky) verwendet wird. Die Originalbezeichnung ist unter dem Fragezeichen angegeben. Fehlt die Übersetzung, so wird die Originalbezeichnung direkt angezeigt. Weiters ist die Objekt-Identifikationsnummer (Objekt ID) angeführt. Sie ist die offizielle, in der Slowakei eindeutige Nummer č. ÚZPF inklusive der zugehörigen Zählnummer, wie sie in den Daten des Denkmalamtes angegeben wird. Da diese nur innerhalb eines Landkreises gezählt wird, ist dessen Nummer der Denkmalnummer vorangestellt. |
| Standort:                | Wenn in der Liste vorhanden, ist die Adresse angegeben. In Klammern kann sich noch eine zusätzliche Adresse befinden, wenn es beispielsweise ein Eckhaus ist. Bei freistehenden Objekten ohne Adresse (zum Beispiel bei Bildstöcken) ist eine Adresse angegeben, die in der Nähe des Objekts liegt. Durch Aufruf des Links Standort wird die Lage des Denkmals in verschiedenen Kartenprojekten angezeigt. Darunter sind die Katastralgemeinde (KG) und, wenn vorhanden, die Konskriptionsnummer (Konskr. Nr.) angegeben.                                                                                                   |
| Offizielle Beschreibung: | Es ist die Kurzbeschreibung auf Slowakisch, wie sie in den offiziellen Listen angegeben ist, eingetragen. |
| Beschreibung:            | Kurze Angaben zum Denkmal auf Deutsch. |
| Metadaten:               | Zusätzlich werden, wenn in den persönlichen Einstellungen das Helferlein Dauerhaftes Einblenden von Metadaten aktiviert ist, ebensolche angezeigt. |

- Karte mit allen Koordinaten:
- OSM |
- WikiMap